# Ford Expedition
L'Expedition è un SUV full-size prodotto dalla Ford dal 1997.

## Il contesto
Introdotto nel 1997 per sostituire il Ford Bronco, all'inizio era collocato, nella gamma Ford, tra il più piccolo Ford Explorer ed il più grande Ford Excursion. Dal 2005, con il ritiro dal mercato di quest'ultimo, l'Expedition diventò il SUV, con capacità di traino e caratteristiche da fuoristrada, più grande della Ford. Per ovviare al ritiro del Excursion, venne introdotta una versione dell'Expedition, l'EL/Max model.
La Ford utilizzò per la prima volta il nome “Expedition” nel 1995 per un allestimento dell'Explorer Sport. Fino al 2009 tutti gli Expedition vennero fabbricati a Wayne, nel Michigan. Da questa data la produzione venne trasferita a Louisville, nel Kentucky, poiché la Ford convertì le linee produttive dello stabilimento di Wayne per l'assemblaggio della Focus.
L'Expedition può ospitare nove passeggeri. Dal 2007 la prima fila di sedili è formata da posti singoli; prima di tale data era invece montata una fila di sedili a divanetto. L'Expedition monta un motore V8 ed è simile al Lincoln Navigator, specialmente negli allestimenti Limited e King Ranch. Nel 2011 la Ford operò dei cambiamenti agli allestimenti; introdusse, come allestimento base, l'XL e, come livello più lussuoso, l'XLT, che sostituì l'allestimento Eddie Bauer. È disponibile la versione speciale Special Service Vehicle, che è utilizzato dalla Polizia federale, dai vigili del fuoco e come ambulanza.
L'Expedition possiede il motore anteriore e la trazione posteriore o integrale.

## Prima serie (1997-2002)
La prima serie dell'Expedition è stata sviluppata sotto il progetto UN93 ed ha sostituito il Ford Bronco. Era disponibile con tre file di sedili, dove prima era offerta con caratteristiche di lusso, mentre la seconda era offerta, su richiesta, con finiture omologhe. Il materiale impiegato era vera pelle, dato che la finta pelle non era offerta sugli Expedition. L'equipaggiamento comprendeva pedane illuminate, specchietti retrovisori con sbrinatore, tetto apribile apribile elettricamente, climatizzatore bizona e sistema audio Mach con subwoofer. Molti di questi equipaggiamenti erano montati di serie sugli allestimenti più elevati.
La meccanica dell'Expedition era formata da un avantreno a ruote indipendenti con bracci lunghi e corti, retrotreno multilink ad assale rigido e servosterzo ad incidenza variabile che si modificava in funzione della velocità. La lista optional includeva le protezioni sottoscocca, il differenziale posteriore a slittamento limitato ed un pacchetto per il traino.
L'Expedition era anche disponibile con delle sospensioni pneumatiche con sistema ad adattamento elettronico, che si attivava in base alle condizioni della strada ed alle condizioni di carico. Il sistema prevedeva anche un apparato di ribassamento del corpo vettura che permetteva l'ingresso e l'uscita dei passeggeri, oltre che il carico di bagagli e/o merci.
Il sistema ControlTrac che selezionava la trazione integrale e che è stato introdotto sul Ford Explorer nel 1995, fu disponibile anche sull'Expedition. Questo sistema fu potenziato, con l'installazione di una scatola di rinvio della BorgWarner adatta a coppie più elevate. Il ControlTrac era disponibile con quattro modalità: 2 High, Auto, 4 High (con bloccaggio automatico) e 4 Low (con bloccaggio automatico). I primi due non erano disponibili, sull'Expedition, con bloccaggio automatico.
La scelta dei motori era tra il Triton V8 da 4,6 L di cilindrata e l'opzionale Triton V8 da 5,4 L. La prima generazione di Expedition è stata classificata come veicolo a basse emissioni inquinanti. I cambi disponibili sono stati tre, tutti automatici ed a quattro rapporti: E4OD, 4R100 e 4R70W.
Il passo e l'altezza variavano in base agli anni di produzione. Il primo fu di 3.023 mm dal 1997 al 1998 e 3.025 mm dal 1999 al 2002. L'altezza invece era di 1.941 mm (quattro ruote motrici) e 1.902 mm (due ruote motrici) dal 1997 al 1998, 1.991 mm (quattro ruote motrici) e 1.943 mm (due ruote motrici) dal 1999 al 2000, e 1.946 mm (quattro ruote motrici) e 1.887 mm (due ruote motrici) dal 2001 al 2002.

### I motori
| Anni      | Tipo/modello                                                   | Potenza | Coppia  |
| --------- | -------------------------------------------------------------- | ------- | ------- |
| 1997–1998 | Triton 4,6 L di cilindrata, monoalbero 16 valvole, V8, benzina | 215 CV  | 393 N•m |
| 1997–1998 | Triton 5,4 L, monoalbero, 16 valvole, V8, benzina              | 230 CV  | 441 N•m |
| 1999–2002 | Triton 4,6 L, monoalbero, 16 valvole, V8, benzina              | 232 CV  | 395 N•m |
| 1999–2002 | Triton 5,4 L, monoalbero, 16 valvole, V8, benzina              | 260 CV  | 468 N•m |

### I cambi
| Anni      | Tipo/modello                        |
| --------- | ----------------------------------- |
| 1997      | E4OD automatico a quattro rapporti  |
| 1998–2002 | 4R100 automatico a quattro rapporti |
| 1997–2002 | 4R70W automatico a quattro rapporti |

## Seconda serie (2003-2006)
La seconda serie di Expedition è stata sviluppata all'interno del progetto U222. Questa generazione del modello presentava un sistema di sospensioni indipendenti. Questa serie è stata il primo SUV full-size a telaio separato ad aver installato delle sospensioni totalmente indipendenti. Queste ultime permettevano al veicolo di avere un migliore comportamento su strada grazie alla capacità delle ruote di adattarsi meglio alle asperità del terreno. Nonostante questi pregi, il nuovo sistema portò ad avere alcuni difetti, come, ad esempio, un peggiore comportamento fuoristrada ed una minore capacità di traino. L'altezza da terra fu aumentata di 36 mm, per un totale di 230 mm, mentre la capacità di traino venne incrementata di 363 kg a 8.900 kg quando il veicolo era equipaggiato da un asse ed una scatola di rinvio appropriati. L'Expedition venne dotato anche di un telaio scatolato che fornisce una rigidezza torsionale maggiore del 70%.
Insieme all'aumentata capacità di traino, vennero anche aggiornati lo sterzo ed i freni, Inoltre, fu introdotto un sistema che permetteva un migliore controllo del mezzo quando il veicolo trainava un rimorchio particolarmente pesante. Venne introdotto anche il servosterzo ad assistenza variabile e furono installati più grandi dischi freno nel segmento della Expedition in quegli anni (13 pollici all'avantreno, 13,5 pollici al retrotreno) con pinze freno più potenti del 100% rispetto a quelle della precedente generazione dell'Expedition. Al cambio automatico a quattro rapporti 4R70W venne installato un nuovo software che permetteva al cambio stesso di adattarsi automaticamente in base alle variazioni del carico del traino.
Il sistema ControlTrac comprendeva le modalità 2 High, Auto, 4 High (con bloccaggio automatico) e 4 Low (con bloccaggio automatico). La scatola di rinvio venne aggiornata con l'installazione di un altro modello della BorgWarner. Venne installato anche un nuovo microprocessore che permetteva di riconoscere i differenti terreni e le condizioni della superficie della strada.
I motori V8 della precedente generazione vennero conservati anche per questa serie, anche se furono aggiornati e migliorati. Sia il V8 da 4,6 L di cilindrata che il V8 da 5,4 L vennero perfezionati e per entrambi fu migliorato il rendimento. Anche gli esemplari di questa generazione di Expedition sono stati classificati come veicoli a basse emissioni inquinanti e certificati dalla United States Environmental Protection Agency. Il motore da 4,6 L ricevette un nuovo monoblocco in alluminio che era stato progettato per ridurre i pesi, il rumore e le vibrazioni. Anche il propulsore da 5,4 L ebbe in dotazione un nuovo monoblocco, che era progettato al computer e possedeva mantelli pistoni più spessi e rinforzi ai fissaggi della coppa dell'olio. Anche questo motore venne studiato per ridurre il rumore e le vibrazioni.
Entrambi i motori possedevano i mantelli dei pistoni rivestiti di Teflon, che riduceva la resistenza, e degli anelli raschiaolio. Inoltre, fu studiato un nuovo sistema di raffreddamento che permetteva di evitare problemi nel caso di perdita di liquido refrigerante. In questa eventualità, questo sistema provvedeva ad alternare l'immissione di carburante nei cilindri per evitare il danneggiamento del motore a causa di surriscaldamento. In questo modo, nei cilindri era alternativamente aspirata aria che contribuiva a raffreddare il motore. Questo sistema era progettato per mantenere una temperatura ideale nel motore anche alla presenza di una temperatura esterna di 46 °C. Un sistema di alimentazione unidirezionale aiutava a ridurre le emissioni gassose fornendo una consistente pressione agli iniettori attraverso una pompa ad alta pressione.
Vennero introdotti dei nuovi supporti motore idraulici per prevenire la trasmissione delle vibrazioni dal gruppo motopropulsore al telaio. Ottimizzando questi supporti il monoblocco poteva agire come smorzatore di vibrazione, assorbendo la risonanza del telaio e migliorando quindi il comfort dei passeggeri.
L'abitacolo dell'Expedition era maggiormente sigillato rispetto a prima, e questo portò ad una minimizzazione del rumore proveniente da fuori. Il rumore prodotto dal vento, dal gruppo motopropulsore e dalla strada fu ridotto grazie all'installazione di nuovi pannelli, al montaggio di nuove guarnizioni delle portiere ed alla messa in opera di materiale fonoassorbente. Grazie a questi accorgimenti si ottenne un deciso calo del rumore esterno.
L'Expedition ricevette anche una rivisitazione degli interni e dell'aspetto esterno. Vennero installati una nuova calandra, dei nuovi fanali anteriori e posteriori ed una nuova coda. Gli interni vennero rinnovati completamente con l'installazione di un nuovo cruscotto. Con l'allestimento Eddie Bauer, offerto come optional sulla versione XLT, erano disponibili i sedili rivestiti in pelle. La versione FX4 possedeva installato di serie, l'equipaggiamento che era disponibile come optional negli altri allestimenti. L'Expedition aveva un coefficiente aerodinamico di 0,41 Cd.
Erano disponibili di serie tre file di sedili, con la terza fila che si ripiegava e scompariva nel pavimento. Come optional era disponibile un sistema elettronico che faceva scomparire la citata terza fila di sedili. Erano offerti anche il lettore CD, il lettore DVD, un sistema di parcheggio sensori agli ultrasuoni, il tettuccio elettrico, i pedali del freno e dell'acceleratori regolabili, gli specchietti retrovisori Gentex elettrocromatici e antiabbagliamento, il sistema audio della Audiophile, il caricatore da 6 CD, il subwoofer e le sospensioni a comando pneumatico che si adattavano elettronicamente.
Questa serie di Expedition era basata sul pianale U della Ford ed è stata assemblata a Wayne, nel Michigan.
L'altezza dipendeva dagli anni di produzione e dal tipo di trazione. Dal 2005 al 2006 fu di 1.946 mm se il veicolo era a trazione integrale e 1.948 in caso di trazione posteriore. Fu invece di 1.971 mm dal 2003 al 2004.

### I motori
| Anni      | Tipo/modello                                                          | Potenza | Coppia  |
| --------- | --------------------------------------------------------------------- | ------- | ------- |
| 2003–2004 | Triton 4,6 L di cilindrata, monoalbero 16 valvole, V8, benzina        | 232 CV  | 395 N•m |
| 2003–2004 | Triton 5,4 L, monoalbero, 16 valvole, V8, benzina                     | 260 CV  | 434 N•m |
| 2005–2006 | Triton 5,4 L, doppio albero a camme in testa, 24 valvole, V8, benzina | 300 CV  | 495 N•m |

### I cambi
| Anni      | Tipo/modello                        |
| --------- | ----------------------------------- |
| 2003–2004 | 4R70W automatico a quattro rapporti |
| 2005–2006 | 4R75E automatico a quattro rapporti |

## Terza serie (2007-2017)
Nel 2006 è stata introdotta la terza serie dell'Expedition, che ha fatto parte del progetto U324. La nuova generazione del modello è in sostanza una versione aggiornata della seconda serie. Molti degli aggiornamenti sono stati applicati alla meccanica. La nuova serie di Expedition ha in dotazione nuovi lamierati e degli interni migliori con materiali aggiornati. È stata introdotta una nuova versione a passo lungo, chiamata Expedition EL/Max, che è stata sviluppata sotto il progetto U354 ed è stata introdotta per sostituire il Ford Excursion.
L'Expedition possiede ora la calandra con tre barre, tipica di altri modelli Ford come l'F-150. Sono stati aggiornati anche i fanali anteriori e posteriori, e agli specchietti sono stati installati gli indicatori di direzione. Per quanto riguarda gli interni, è stato montato un nuovo cruscotto con consolle centrale. La leva del cambio al piantone dello sterzo è stata sostituita da una barra installata al centro della consolle.
Per ridurre il rumore esterno, è stato installato un nuovo tipo di vetro, chiamato SoundScreen. Il parabrezza è stato leggermente oscurato per evitare l'oscuramento.
L'Expedition ricevette una versione modificata del pianale P2 dell'F-150, denominato piattaforma T1. Questo nuovo pianale possiede il 10% in più di rigidità torsionale rispetto a quello della serie precedente, ed ha installato quattro ruote con sospensione indipendenti ed un retrotreno a cinque bracci, di cui quelli inferiori sono di nuova concezione. Solo per le sospensioni posteriori, è previsto un sistema adattativo elettro-pneumatico, che permette alle ruote di adeguarsi alle asperità del terreno.
Anche questa serie di Expedition, come la precedente, è mossa da un motore V8 Triton, che eroga 300 CV di potenza e 495 N•m di coppia. Se fornito di uno speciale sistema, l'Expedition può arrivare a trainare 4.130 kg.
È disponibile il nuovo cambio automatico 6R75 a sei velocità con doppio ingranaggio per il rapporto dell'overdrive. La trasmissione è caratterizzata dal blocco dell'overdrive tramite pulsante, dalla gestione elettronica della cambiata, dalla logica di cambiata adattativa e dal modulo meccatronico di controllo della trasmissione, atto a salvare in memoria le logiche di cambiata utilizzate dal conducente. I dati non sono persi anche quando manca l'alimentazione elettrica, come, ad esempio, nel caso di disconnessione della batteria. Quando capita ciò, il modulo meccatronico legge gli ultimi dati salvati in memoria e quindi li trasmette al sistema.
Gli angoli di attacco, di uscita e di dosso sono, rispettivamente, 22°, 21° e 18°.
Il sistema di selezione della trazione integrale ControlTrac è ancora disponibile con le modalità 2 High, Auto, 4 High (con bloccaggio automatico) e 4 Low (con bloccaggio automatico), così come il differenziale centrale con bloccaggio a variazione infinita gestito elettronicamente (con frizione multidisco) ed il controllo di trazione. L'Expedition ha installato una scatola di rinvio BorgWarner modello 4417 ed un nuovo programma per la guida off-road, con reimpostazione della risposta del corpo farfallato, che è automaticamente attivato se è selezionata la modalità 4 Low.
La nuova serie di Expedition è stata mostrata al pubblico la prima volta al salone dell'automobile di Houston, dato che il 20% di tutti gli Expedition venduti, sono commercializzati in Texas. Infatti, in genere, i modelli statunitensi vengono lanciati in saloni più famosi, come quelli di Detroit, Los Angeles e New York.
Questa serie di Expedition è stata assemblata a Wayne, nel Michigan, ed a Louisville, nel Kentucky.
L'altezza dipende dell'allestimento. Per l'allestimento Eddie Bauer è 1.989 mm, mentre per gli altri 1.961 mm.

### I motori
| Anni      | Tipo/modello                                                            | Potenza | Coppia  |
| --------- | ----------------------------------------------------------------------- | ------- | ------- |
| 2007–2008 | Triton 5,4 L di cilindrata, monoalbero 24 valvole, V8, benzina          | 300 CV  | 495 N•m |
| 2009–2014 | Triton 5,4 L, monoalbero, 24 valvole, V8, benzina/etanolo               | 320 CV  | 495 N•m |
| 2015–2017 | DOHC Ti-VCT EcoBoost 3,5 L, monoalbero, 24 valvole, V6, benzina/etanolo | 365 CV  | 569 N•m |

### I cambi
| Anni      | Tipo/modello                                |
| --------- | ------------------------------------------- |
| 2007–2008 | 6R75 automatico meccatronico a sei rapporti |
| 2005–2006 | 6R80 automatico meccatronico a sei rapporti |

## Quarta serie (dal 2018)
La quarta serie (nome in codice U553) viene ufficialmente svelata il 7 febbraio 2017 al Ford Center dei Dallas Cowboys a Frisco, nel Texas, per poi essere esposta al Salone dell'automobile di Chicago, la produzione inizia il 25 settembre e le vendite prendono il via a novembre.

### I motori
| Anni  | Tipo/modello                                                                            | Potenza | Coppia  |
| ----- | --------------------------------------------------------------------------------------- | ------- | ------- |
| 2018– | DOHC Ti-VCT EcoBoost 3,5 L di cilindrata, monoalbero 24 valvole, V6, benzina            | 375 CV  | 637 N•m |
| 2018– | DOHC Ti-VCT EcoBoost Platinum Series 3,5 L, monoalbero, 24 valvole, V6, benzina/etanolo | 400 CV  | 651 N•m |
| 2022– | DOHC Ti-VCT EcoBoost Platinum Series 3,5 L, monoalbero, 24 valvole, V6, benzina/etanolo | 440 CV  | 691 N•m |

### I cambi
| Anni  | Tipo/modello                                               |
| ----- | ---------------------------------------------------------- |
| 2018– | 10R80 automatico SelectShift meccatronico a dieci rapporti |